# Krzyż Pamiątkowy Nowej Gwinei
Krzyż Pamiątkowy Nowej Gwinei (niderl. Nieuw-Guinea Herinneringskruis) – holenderskie odznaczenie wojskowe.

## Historia
Odznaczenie zostało ustanowione dekretem królewskim nr 1 z dnia 29 września 1962 roku, dla wyróżnienia oficerów i żołnierzy holenderskich, którzy brali udział w walkach na terenie Nowej Gwinei w latach 1949 – 1962.

## Zasady nadawania
Odznaczenie jest nadawane żołnierzom i oficerom wojsk holenderskich stacjonujących i biorących udział w walkach na terenie Nowej Gwinei Holenderskiej w okresie od 28 grudnia 1949 do 23 listopada 1962 roku, przez okres co najmniej 3 miesięcy. 
Odznaczenie ma jeden stopień, przy czym posiada ono jedno okucie z napisem 1962, którym wyróżniano żołnierzy biorących udział w walkach w 1962 roku z desantami wojsk indonezyjskich na terenie Nowej Gwinei Holenderskiej oraz na jej wodach przybrzeżnych i w przestrzeni powietrznej.
Odznaczenie było nadawane jednorazowo, bez względu na długość pobytu na terenie Nowej Gwinei Holenderskiej.

## Opis odznaki
Odznaka odznaczenia wykonana jest z brązu i pozłacana. Ma postać krzyża kawalerskiego, przy czym ramiona pionowe krzyża są wydłużone.
Na awersie w środku krzyża jest okrągła tarcza z pięcioramienną gwiazdą w środku, a wokół niej napis NEDERLAND (pol. Holandia) i NIEUW-GUINEA (pol. Nowa Gwinea). Nad tarczą jest korona królewska.
Na rewersie odznaki w środku krzyża znajduje się okrągła tarcza z lwem z herbu Holandii, nad którym znajduje się korona królewska.
Medal zawieszony jest na wstążce o szerokości 48 mm, w kolorze zielonym, po bokach znajdują się trzy wąskie paski w barwach holenderskiej flagi. Baretka jest w kolorach wstążki odznaczenia, przy czym baretka odznaczenia z okuciem w środku posiada złotą gwiazdę.